# Björnån (naturreservat)
Björnån är ett naturreservat i Älvdalens kommun i Dalarnas län.
Området är naturskyddat sedan 1996 och är 58 hektar stort. Reservatet består av skog och myrar med en liten tjärn i norr som avvattnas av Björnån.